# Andreas Gestrich
Vous pouvez aider à l'améliorer ou bien discuter des problèmes sur sa page de discussion.
- Il ne cite pas suffisamment ses sources. Vous pouvez indiquer les passages à sourcer avec {{référence nécessaire}} ou {{Référence souhaitée}}, et inclure les références utiles en les liant aux notes de bas de page. (Marqué depuis mars 2024)
- Cet article biographique nécessite des références supplémentaires pour assurer sa vérifiabilité. (Marqué depuis mars 2024)
- Certaines informations devraient être mieux reliées aux sources mentionnées dans la bibliographie ou les liens externes. Améliorez sa vérifiabilité en les associant par des références. (Marqué depuis mars 2024)

- Archive Wikiwix
- Bing
- Cairn
- DuckDuckGo
- E. Universalis
- Gallica
- Google
- G. Books
- G. News
- G. Scholar
- Persée
- Qwant
- (zh) Baidu
- (ru) Yandex
- (wd) trouver des œuvres sur Wikidata

Andreas Gestrich (né le 3 juillet 1952 à Ravensbourg) est un historien et un universitaire allemand.

## Biographie
Gestrich étudie l'histoire, le latin et le russe de 1973 à 1979 à l'Université libre de Berlin et aux universités de Tübingen et Bristol. En 1979, il termine ses études avec le premier examen d'État pour enseigner dans les lycées dans les matières d'histoire et de latin. 
Plutôt que d'enseigner, Gestrich devient assistant de recherche sur un projet DFG sur l'histoire sociale de l'enfance, de la jeunesse et de la famille à l'Institut des sciences pédagogiques de l'Université de Tübingen. En 1983, il obtient son doctorat en histoire à l'Université de Tübingen. La même année, il rejoint l'Université de Stuttgart, où il obtient son habilitation en 1992.
De 1992 à 1997, il occupe des postes de professeur suppléant à Würzbourg, Karlsruhe et Trèves. Depuis 1997, Gestrich est professeur d'histoire moderne à l'Université de Trèves. 
En septembre 2006, il prend la direction de l'Institut historique allemand de Londres, qu'il occupe jusqu'en 2018. 
En février 2006, Gestrich reçoit l'Ordre du mérite du Land de Rhénanie-Palatinat.
Ses axes de recherche comprennent : recherche historique sur la paix, histoire des médias, histoire sociale de la religion, recherche historique sur les migrations, histoire britannique et histoire de la pauvreté (voir le domaine de recherche spécial 600 "Etrangeté et pauvreté" (de)).

## Publications (sélection)
- (de) avec Susanne Mutschler, Ohmenhausen. Kindheit, Jugend und Familie im 19. Jahrhundert. [« Ohmenhausen. Enfance, jeunesse et famille au XIXe siècle »], Reutlingen, Administration municipale de Reutlingen, 1984.
- (de) Traditionelle Jugendkultur und Industrialisierung. Sozialgeschichte der Jugend in einer ländlichen Arbeitergemeinde Württembergs, 1800–1920 [« Culture traditionnelle de la jeunesse et industrialisation. Histoire sociale de la jeunesse dans une communauté ouvrière rurale du Wurtemberg, 1800-1920 »], Göttingen, Vandenhoeck & Ruprecht, coll. « Kritische Studien zur Geschichtswissenschaft (de) » (no 69), 1986 (ISBN 3-525-35728-1). (également : thèse, Université de Tübingen 1982/1983)
- (de) Absolutismus und Öffentlichkeit. Politische Kommunikation in Deutschland zu Beginn des 18. Jahrhunderts [« L'absolutisme et le public. La communication politique en Allemagne au début du XVIIIe siècle »], Göttingen, Vandenhoeck & Ruprecht, coll. « Kritische Studien zur Geschichtswissenschaft (de) » (no 103), 1994 (ISBN 3-525-35766-4) (également : thèse d'habilitation, Université de Stuttgart 1992,  (ISBN 3-525-35766-4)).
- (de) Geschichte der Familie im 19. und 20. Jahrhundert [« Histoire de la famille aux XIXe et XXe siècles »], Oldenbourg, Munich, coll. « Enzyklopädie deutscher Geschichte (de) » (no 50), 1999 (ISBN 3-486-55755-6), 3e édition 2013,  (ISBN 978-3-486-71410-4).
- (de) Vergesellschaftungen des Menschen. Einführung in die Historische Sozialisationsforschung. [« Sociétés d'humains. Introduction à la recherche historique sur la socialisation. »], Tübingen, Ed. diskord, 1999 (ISBN 3-8929-5667-7).
- (de) avec Rainer Lächele (éd.), Johann Jacob Moser. Politiker – Pietist – Publizist [« Johann Jacob Moser. Homme politique – piétiste – publiciste »], Karlsruhe, Braun, 2002 (ISBN 3-7650-9055-7).
- (de) avec Jens-Uwe Krause et Michael Mitterauer (de), Geschichte der Familie [« Histoire de la famille »], Stuttgart, Kröner, coll. « Europäische Kulturgeschichte » (no 1), 2003 (ISBN 3-520-37601-6).
- (de) avec Hermann Both (de), Revolutionen in Europa: 1789 – 1917 – 1989. Einheit oder Teilung Europas durch Revolutionen? [« Révolutions en Europe : 1789 – 1917 – 1989. Unité ou division de l'Europe par les révolutions ? »], Berlin, Cornelsen, 2004 (manuel).
- (de) avec Lutz Raphael, Inklusion – Exklusion. Studien zu Fremdheit und Armut von der Antike bis zur Gegenwart [« Inclusion – Exclusion. Etudes sur l'étrangeté et la pauvreté de l'Antiquité à nos jours. »], Francfort a. M., Peter Lang, 2008 (ISBN 978-3-631-56573-5).
- (de) avec Siegfried Hermle et Dagmar Pöpping (de) (éd.), Evangelisch und deutsch? Auslandsgemeinden im 20. Jahrhundert zwischen Nationalprotestantismus, Volkstumspolitik und Ökumene [« Évangélique et allemand ? Les communautés étrangères au XXe siècle entre protestantisme national, politique ethnique et œcuménisme »], Göttingen, Vandenhoeck et Ruprecht, 2020 (ISBN 978-3-525-56492-9).